# Чоловіча витратність
Чолові́ча витра́тність, однора́зовість чоловікі́в або гіпотеза про витра́тність чоловікі́в — ідея, згідно з якою життя окремих чоловіків менше турбує вид, ніж життя жінок з точки зору репродуктивності та тривалого виживання. У більшості видів хребетних лише кілька самців потрібні для створення наступного покоління, а чоловіки, як правило, краще підготовлені для боротьби.:53 Воррен Фаррелл визначив чоловічу витратність у людях як готовність суспільства пожертвувати здоров'ям, добробутом і життям чоловіків, щоб служити своїм інтересам і захистити себе від зовнішніх хижаків і нападів. Іншими словами, соціально та еволюційно вважається «доцільнішим вбити чоловіка, ніж жінку», особливо під час воєн та інших часів насильницького політичного та соціального повстання:57. Чоловіча витратність включає соціальне очікування, що чоловіки втручатимуться, щоб захистити інших від небезпеки, працюватимуть на найнебезпечніших роботах і ризикуватимуть померти чи серйозно травмуватися, роблячи це.

## Огляд
У розмноженні людини необхідна участь самця короткочасна, але вагітна самка стикається з довгостроковими витратами часу та енергії. Крім того, чоловіче тіло виробляє багато мільйонів сперматозоїдів протягом життя, що дозволяє одному чоловікові запліднити багато жінок. Навпаки, жіночий організм може народити набагато менше дітей. Також, на думку суспільства, чоловіки, як правило, сильніші, можуть бігати швидше і кидати далі, ніж жінки. Ці біологічні умови пронизали людське суспільство таким чином, що більш вразливих жінок захищають чоловіки, які краще підходять для бою та легше замінюються. Через це самцям часто доручають мати справу зі смертельно небезпечними ситуаціями як у природі, так і в людському суспільстві.
Виконавці геноцидів по-різному націлюються на чоловіків і жінок. Ці чоловіки та хлопчики також можуть постраждати від «інших актів насильства… таких як тортури, зґвалтування та поневолення», які, як правило, приховуються акцентом на вбивствах цих чоловіків та хлопчиків. Люди з більшою ймовірністю погодяться пожертвувати чоловіком, ніж жінкою, коли мова йде як про порятунок життя інших, так і про інтереси суспільства. За словами Воррена Фаррелла, чоловіча одноразовість була романтизована як «лицарство», що, за його словами, є терміном, який пропагує чоловіче «служіння та безпорадність», винагороджуючи чоловіків, які беруть участь у публічних актах героїзму, статуями та славою як форму соціального «хабаря». Він каже, що це очікування спонукає суспільство виховувати молодих хлопців і чоловіків з «героїчним» мисленням, зрештою примушуючи їх реєструватися для призову чи військової служби, добровільно служити пожежниками та виконувати майже всі найнебезпечніші та найризикованіші роботи. Фаррелл наводить приклади призову молодих чоловіків на військову службу під час конфліктів, щоб вони могли воювати та, можливо, отримати поранення або загинути.

## Приклади

### У людей
У 2021 році Верховний суд США відмовився розглядати оскарження законності проєкту призову тільки чоловіків. Протягом цього часу Національна коаліція для чоловіків заявила, що примушування чоловіків (але не жінок) реєструватися для призову є «аспектом соціально інституціоналізованої чоловічої одноразовості» та допомагає зміцнити стереотипи. НКДЧ стверджує, що ці стереотипи підтримують те, що називається «упередженням щодо чоловіків у питаннях опіки над дітьми, розлучення, винесення кримінальних вироків, суспільних благ, послуг з домашнього насильства та інших сфер». Адміністрації обох президентів, Джо Байдена та Дональда Трампа, захищали закон 1948 року, що легалізував призов лише для чоловіків, як і Обама.
Норвезький соціолог Ойстайн Гульвог Холтер стверджує, що віра російського уряду, очолюваного чоловіками, у те, що чоловіки можуть бути вичерпані, сприяла затримці пошуку міжнародної допомоги під час катастрофи на підводному човні «Курськ», під час якої загинув екіпаж зі 118 чоловіків. Він стверджує: «Якби 118 жінок було вбито, у всьому світі, ймовірно, пролунали б сигнали тривоги щодо дискримінації жінок». Він стверджує, що працездатні чоловіки розглядалися як більш законна ціль під час воєн у Боснії, Косово, Тиморі, Руанді та Чечні.
Ванзетта Пенн МакФерсон розкритикувала концепцію «Спочатку жінки та діти», також відому як принцип «Беркенхеда», неофіційну морську традицію, за якою чоловіків посилають для уповільнення затоплення корабля, а жінки та діти тікають.

### На фермах
Що стосується худоби, то більшість самців зазвичай бракуються. Щороку близько 7 мільярдів курчат-самців вбивають відразу після вилуплення, оскільки промисловість потребує переважно самок для відкладання яєць. У США це зазвичай робиться шляхом подрібнення їх до каші в машині, що називається мацерацією. Також у великій кількості вбивають телят чоловічої статі. Лише у Великій Британії у 2018 році було вбито близько 95 000 телят чоловічої статі через витрати на їхнє вирощування.

### В інших видах
Самці, як, наприклад, у жука-гнойовика, діють як фуражири, які залишають нору в пошуках їжі. Це призводить до того, що хижаки у великій кількості поїдають самців, а самки жуків залишаються в безпеці під землею у своїх норах. Еволюційно ця роль оборонця/мисливця змусила самців багатьох видів розвинути сильніші тіла; а також захисні функції. Одноразовість чоловіків може бути набагато прямішою; наприклад, у богомола, де самки їдять самців під час акту спарювання. Відзначено, що смерть самців менш небезпечна для загального виживання виду, ніж смерть самок; оскільки один самець може запліднити багато самок, але самки обмежені в тому, наскільки швидко вони можуть розмножуватися.

## Теорія і концепція
Івана Мілоєвич зазначає, що в той час, як патріархат призначає жінкам роль сексуального об'єкта, він призначає чоловікам роль об'єкта насильства, а чоловіча витратність є наслідком сексуальної об'єктивації жінок. У той час як інші вчені, такі як Рой Баумейстер, стверджують, що культури зазвичай процвітають шляхом експлуатації чоловіків; іноді з летальним результатом.
Маносферні критики фемінізму стверджували, що бідні чоловіки та чоловіки з робітничого класу «є гарматним м'ясом за кордоном і марною працею вдома, захоплені під скляною підлогою на роботах, які насправді нікому не потрібні — робітники на фермі, покрівельники, смітники — і отримують травми набагато частіше, ніж жінки.» Волтер Блок стверджує в The Case for Discrimination, що чоловіча витратність є результатом того, що жінки є вузьким проміжком репродуктивної здатності населення. Ця тема була відображена в книзі «Міф про чоловічу силу» Воррена Фаррелла.

## Подальше читання
- Farrell, Warren (1993). The Myth of Male Power: Why Men Are the Disposable Sex. Simon & Schuster. ISBN 978-0-671-79349-4.
- Baumeister, Roy (2010). Is There Anything Good About Men?: How Cultures Flourish by Exploiting Men. Oxford University Press. ISBN 978-0-19-537410-0.